# Heide-zaagpootspinnendoder
De heide-zaagpootspinnendoder (Priocnemis parvula) is een vliesvleugelig insect uit de familie van de spinnendoders (Pompilidae). De wetenschappelijke naam van de soort is voor het eerst geldig gepubliceerd in 1845 door Dahlbom.